# EFAF Challenge Cup 2009
La EFAF Challenge Cup 2009 è stata la 1ª edizione dell'omonimo torneo europeo di football americano, organizzato dalla EFAF. Con gli 8 team partecipanti la formula del campionato prevede due gironi da ognuno dei quali si qualificano due squadre per i playoff.
Ha avuto inizio il 5 aprile e si è conclusa il 18 luglio con la finale di Scandiano vinta per 35-7 dagli italiani Hogs Reggio Emilia sugli ungheresi Győr Sharks.

## Squadre partecipanti
| Club                  | Città         | Stadio                               | Sponsor ufficiale | Risultato nella stagione 2008 |
| --------------------- | ------------- | ------------------------------------ | ----------------- | ----------------------------- |
| Devils Wrocław        | Breslavia     | Wroclaw Stadion                      |                   | Semifinalisti PLFA I          |
| Győr Sharks           | Győr          |                                      |                   | Semifinalisti MAFL            |
| Hogs Reggio Emilia    | Reggio Emilia | Stadio Andrea Torelli (Scandiano RE) |                   | Campioni NFL Italia           |
| Klek Knights          | Klek          |                                      |                   | Quarti di finale SAFS         |
| Kragujevac Wild Boars | Kragujevac    | Stadion Čika Dača                    |                   | Campioni di Serbia            |
| Pančevo Panthers      | Pančevo       |                                      |                   | Semifinalisti SAFS            |
| Pomorze Seahawks      | Gdynia        |                                      |                   | Vicecampioni di Polonia       |
| Vrbas Hunters         | Vrbas         |                                      |                   |                               |

## Stagione regolare

### Calendario

#### 1ª giornata
| Breslavia 5 aprile 2009, ore 12:30 CEST | Devils Wrocław | 13 – 61 (7-19 0-19 0-20 6-3) referto | Hogs Reggio Emilia | Wrocław Stadion (300 spett.) |
| Jacek Q1 ( TD ) 25yd pass from Krzysztof Grzegorz Q1 ( pat ) Adam Q4 ( TD ) 98yd interception return Marcatori Callegati Q1 ( TD ) 17yd run Callegati Q1 ( TD ) 21yd run Iotti Q1 ( TD ) 26yd pass from Lazzaretti L. Iotti Q1 ( pat ) Mittasch Q2 ( TD ) 16yd pass from Lazzaretti L. Mittasch Q2 ( TD ) 61yd pass from Lazzaretti L. Mittasch Q2 ( TD ) 8yd run Iotti Q2 ( pat ) Mittasch Q3 ( TD ) 21yd run Iotti Q3 ( pat ) Mittasch Q3 ( TD ) 69yd run Cordes Q3 ( TD ) 71yd interception return Iotti Q3 ( pat ) Iotti Q4 ( FG ) 29yd |                | |                    |                              |
| |                | |                    |                              |
| Jacek Q1 (TD) 25yd pass from Krzysztof Grzegorz Q1 (pat) Adam Q4 (TD) 98yd interception return | Marcatori      | Callegati Q1 (TD) 17yd run Callegati Q1 (TD) 21yd run Iotti Q1 (TD) 26yd pass from Lazzaretti L. Iotti Q1 (pat) Mittasch Q2 (TD) 16yd pass from Lazzaretti L. Mittasch Q2 (TD) 61yd pass from Lazzaretti L. Mittasch Q2 (TD) 8yd run Iotti Q2 (pat) Mittasch Q3 (TD) 21yd run Iotti Q3 (pat) Mittasch Q3 (TD) 69yd run Cordes Q3 (TD) 71yd interception return Iotti Q3 (pat) Iotti Q4 (FG) 29yd |                    |                              |

#### 2ª giornata
| 25 aprile 2009 | Kragujevac Wild Boars | 70 – 26 (22-0 21-8 14-0 13-18) | Pančevo Panthers |  |

| 26 aprile 2009 | Vrbas Hunters | 6 – 35 (0-6 6-6 0-8 0-15) | Klek Knights |  |

#### 3ª giornata
| 2 maggio 2009 | Pomorze Seahawks | 18 – 27 (0-7 0-6 12-6 6-8) | Győr Sharks |  |

#### 4ª giornata
| 16 maggio 2009 | Devils Wrocław | 0 – 64 (0-20 0-22 0-8 0-14) | Kragujevac Wild Boars |  |

| 16 maggio 2009 | Vrbas Hunters | 21 – 14 (7-0 7-0 7-0 0-14) | Pomorze Seahawks |  |

| 17 maggio 2009 | Klek Knights | 24 – 40 (12-0 6-20 6-14 0-6) | Győr Sharks |  |

#### 5ª giornata
| 30 maggio 2009 | Pančevo Panthers | 35 – 0 | Devils Wrocław |  |

| 30 maggio 2009 | Pomorze Seahawks | 12 – 42 (0-14 0-14 6-6 6-8) | Klek Knights |  |

| 30 maggio 2009 | Győr Sharks | 73 – 3 (14-3 26-0 24-0 9-0) | Vrbas Hunters |  |

| Kragujevac 31 maggio 2009, ore 15:00 CEST | Kragujevac Wild Boars | 14 – 25 (0-7 7-12 0-0 7-6) referto                                                              | Hogs Reggio Emilia | Stadion Čika Dača (800 spett.) |
| Bedwell Q2 ( TD ) run ? Q1 ( pat ) Merklin Q4 ( TD ) 5yd pass from Bedwell ? Q4 ( pat ) Marcatori Fiorillo Q1 ( TD ) run Iotti Q1 ( pat ) Mittasch Q2 ( TD ) run Mittasch Q2 ( TD ) run Zanni Q3 ( TD ) run |                       |                                                                                                 |                    |                                |
| |                       |                                                                                                 |                    |                                |
| Bedwell Q2 (TD) run ? Q1 (pat) Merklin Q4 (TD) 5yd pass from Bedwell ? Q4 (pat) | Marcatori             | Fiorillo Q1 (TD) run Iotti Q1 (pat) Mittasch Q2 (TD) run Mittasch Q2 (TD) run Zanni Q3 (TD) run |                    |                                |

#### 6ª giornata
| Scandiano 6 giugno 2009, ore 20:00 CEST | Hogs Reggio Emilia | 63 – 15 (14-7 21-0 21-8 7-0) referto                                                                                   | Pančevo Panthers | Stadio Andrea Torelli (800 spett.) |
| Vaccari Q1 ( TD ) run Iotti Q1 ( pat ) Callegati Q1 ( TD ) 38yd run Iotti Q1 ( pat ) Callegati Q2 ( TD ) run Iotti Q2 ( pat ) Vaccari Q2 ( TD ) run Iotti Q2 ( pat ) Diaz Q2 ( TD ) pass from Lazzaretti L. Iotti Q2 ( pat ) Vaccari Q3 ( TD ) run Iotti Q3 ( pat ) Diaz Q3 ( TD ) punt return Iotti Q3 ( pat ) Callegati Q3 ( TD ) run Iotti Q3 ( pat ) Fiorillo Q4 ( TD ) run Iotti Q4 ( pat ) Marcatori Bošnjak Q1 ( TD ) pass from Sheird Čikić Q1 ( pat ) Kosanović Q3 ( TD ) pass from Sheird Kosanović Q3 ( tpc ) pass from Sheird |                    | |                  |                                    |
| |                    | |                  |                                    |
| Vaccari Q1 (TD) run Iotti Q1 (pat) Callegati Q1 (TD) 38yd run Iotti Q1 (pat) Callegati Q2 (TD) run Iotti Q2 (pat) Vaccari Q2 (TD) run Iotti Q2 (pat) Diaz Q2 (TD) pass from Lazzaretti L. Iotti Q2 (pat) Vaccari Q3 (TD) run Iotti Q3 (pat) Diaz Q3 (TD) punt return Iotti Q3 (pat) Callegati Q3 (TD) run Iotti Q3 (pat) Fiorillo Q4 (TD) run Iotti Q4 (pat) | Marcatori          | Bošnjak Q1 (TD) pass from Sheird Čikić Q1 (pat) Kosanović Q3 (TD) pass from Sheird Kosanović Q3 (tpc) pass from Sheird |                  |                                    |

### Classifica
La classifica della regular season è la seguente:
- PCT = percentuale di vittorie, G = partite giocate, V = partite vinte, P = partite perse, PF = punti fatti, PS = punti subiti
- La qualificazione ai playoff è indicata in verde

#### Girone A
| Pos. | Squadra          | PCT   | G | V | P | PF  | PS  |
| ---- | ---------------- | ----- | - | - | - | --- | --- |
| 1    | Győr Sharks      | 1.000 | 3 | 3 | 0 | 140 | 45  |
| 2    | Klek Knights     | .667  | 3 | 2 | 1 | 101 | 58  |
| 3    | Vrbas Hunters    | .333  | 3 | 1 | 2 | 30  | 122 |
| 4    | Pomorze Seahawks | .000  | 3 | 0 | 3 | 44  | 90  |

#### Girone B
| Pos. | Squadra               | PCT   | G | V | P | PF  | PS  |
| ---- | --------------------- | ----- | - | - | - | --- | --- |
| 1    | Hogs Reggio Emilia    | 1.000 | 3 | 3 | 0 | 149 | 42  |
| 2    | Kragujevac Wild Boars | .667  | 3 | 2 | 1 | 148 | 51  |
| 3    | Pančevo Panthers      | .333  | 3 | 1 | 2 | 76  | 133 |
| 4    | Devils Wrocław        | .000  | 3 | 0 | 3 | 13  | 160 |

## Playoff

### Squadre qualificate
| Team                  | Girone |
| --------------------- | ------ |
| Győr Sharks           | A      |
| Klek Knights          | A      |
| Hogs Reggio Emilia    | B      |
| Kragujevac Wild Boars | B      |

### Tabellone
|  | Semifinali | Semifinali            | Semifinali |             |    | Finale             | Finale | Finale |  |
|  |            |                       |            |             |    |                    |        |        |  |
|  | 1B         | Hogs Reggio Emilia    | 42         |             |    |                    |        |        |  |
|  | 1B         | Hogs Reggio Emilia    | 42         |             |    |                    |        |        |  |
|  | 2A         | Klek Knights          | 28         |             |    |                    |        |        |  |
|  | 2A         | Klek Knights          | 28         |             | 1B | Hogs Reggio Emilia | 35     |        |  |
|  |            |                       |            |             | 1B | Hogs Reggio Emilia | 35     |        |  |
|  |            |                       | 1A         | Győr Sharks | 7  |                    |        |        |  |
|  | 1A         | Győr Sharks           | 1A         | Győr Sharks | 7  | 35                 |        |        |  |
|  | 1A         | Győr Sharks           |            |             |    |                    |        |        |  |
|  | 2B         | Kragujevac Wild Boars | 0          |             |    |                    |        |        |  |

### Semifinali
| Scandiano 27 giugno 2009, ore 20:00 CEST | Hogs Reggio Emilia | 42 – 28 (14-0 7-6 14-14 7-8) referto | Klek Knights | Stadio Andrea Torelli |
| Diaz Q1 ( TD ) pass from Lazzaretti L. Iotti Q1 ( pat ) Mittasch Q1 ( TD ) run Iotti Q1 ( pat ) Mittasch Q2 ( TD ) run Iotti Q2 ( pat ) Mittasch Q3 ( TD ) run Iotti Q3 ( pat ) Mittasch Q3 ( TD ) run Iotti Q3 ( pat ) Vaccari Q4 ( TD ) 28yd run Iotti Q4 ( pat ) Marcatori Vukoje Q2 ( TD ) pass from Sporin Vukoje Q3 ( TD ) pass from Sporin Vukoje Q3 ( TD ) pass from Sporin Milanovic Q3 ( tpc ) rush Milanovic Q4 ( TD ) run Milanovic Q4 ( tpc ) rush |                    | |              |                       |
| |                    | |              |                       |
| Diaz Q1 (TD) pass from Lazzaretti L. Iotti Q1 (pat) Mittasch Q1 (TD) run Iotti Q1 (pat) Mittasch Q2 (TD) run Iotti Q2 (pat) Mittasch Q3 (TD) run Iotti Q3 (pat) Mittasch Q3 (TD) run Iotti Q3 (pat) Vaccari Q4 (TD) 28yd run Iotti Q4 (pat) | Marcatori          | Vukoje Q2 (TD) pass from Sporin Vukoje Q3 (TD) pass from Sporin Vukoje Q3 (TD) pass from Sporin Milanovic Q3 (tpc) rush Milanovic Q4 (TD) run Milanovic Q4 (tpc) rush |              |                       |

| 28 giugno 2009 | Győr Sharks | 35 – 0 | Kragujevac Wild Boars |  |

### Finale I EFAF Challenge Cup
| Scandiano 19 luglio 2009, ore 20:00 CEST | Hogs Reggio Emilia | 35 – 7 (14-0 14-0 7-7 0-0) referto    | Győr Sharks | Stadio Andrea Torelli (1.000 spett.) |
| Diaz Q1 ( TD ) 12yd pass from Lazzaretti L. Iotti Q1 ( pat ) Mittasch Q1 ( TD ) 4yd run Iotti Q1 ( pat ) Diaz Q2 ( TD ) 27yd pass from Lazzaretti L. Iotti Q2 ( pat ) Mittasch Q2 ( TD ) 76yd run Iotti Q2 ( pat ) Mittasch Q3 ( TD ) 14yd run Iotti Q3 ( pat ) Marcatori Kohun Q3 ( TD ) 9yd run Mladic Q3 ( pat ) |                    |                                       |             |                                      |
| |                    |                                       |             |                                      |
| Diaz Q1 (TD) 12yd pass from Lazzaretti L. Iotti Q1 (pat) Mittasch Q1 (TD) 4yd run Iotti Q1 (pat) Diaz Q2 (TD) 27yd pass from Lazzaretti L. Iotti Q2 (pat) Mittasch Q2 (TD) 76yd run Iotti Q2 (pat) Mittasch Q3 (TD) 14yd run Iotti Q3 (pat)                                                                         | Marcatori          | Kohun Q3 (TD) 9yd run Mladic Q3 (pat) |             |                                      |

## Verdetti
- Hogs Reggio Emilia Campioni EFAF Challenge Cup 2009

## Squadra campione
| Roster degli Hogs Reggio Emilia (2009) |
| --- |
| Quarterback - 5 Marco Lazzaretti - 9 Manuel Diaz Running Back - 1 Gianluca Fiorillo - 20 Maurizio Zanni - 24 Fabrizio Vaccari - 25 Niles Mittasch - 27 Massimiliano Trenti Wide Receiver - 7 Renato Frignani WR/CB - 9 Leonardo Lazzaretti WR/QB - 80 Marco Archilli - 84 Davide Mosca Tight End - 82 Dario Amato - 86 Nicolò Iotti TE/K - 89 Alberto Tartaglia Offensive Linemen - 46 Claudio Silingardi OL/LB - 51 Riccardo Pallicelli - 52 Federico Vigarani - 53 Roberto Musa OG/DL - 55 Gianluca Bacchiavini - 56 Maurizio Pradelli OL/DL - 58 Manuel Mazzani OG - 70 Pasquale Giacometti C - 71 Maurizio Bruzzi OT/TE - 75 Massimiliano Mai OT/C Defensive Linemen - 44 Matteo Franceschini DL/TE - 59 Osborne Tukpe Antwi - 63 Valerio Fantuzzi - 66 Carlo Bizziocchi DL/LB - 72 Alessandro Bussei - 93 Fabio Di Bitonto - 96 Domenico Errico - 99 Damiano Ligabue DL/LB Linebacker - 20 Silvio Ferretti - 28 Riccardo Fantozzi - 30 Marco Innocente Cantalbo - 40 Mattia Fontanesi - 52 Andrea Fontana LB/OL - 54 Davide Ricchetti - 57 Riccardo De Leo - 81 Gionata Lazzaretti LB/RB Defensive Back - 5 Mark Cordes FS - 16 Giovanni Caccialupi CB - 18 Luca Callegati CB/RB - 43 Michele Calò CB/RB Special Team Coaching staff - HC Dwaine Hatch |